# 凱普霍恩 (加利福尼亞州阿爾派恩縣)
凱普霍恩（英語：Cape Horn）是位於美國加利福尼亞州阿爾派恩縣的一個非建制地區。該地的面積和人口皆未知。

## 地理
凱普霍恩的座標為38°29′27″N 119°58′01″W / 38.49083°N 119.96694°W，而該地的平均海拔高度為2440米（即8005英尺）。